# Sylvia Young Theatre School

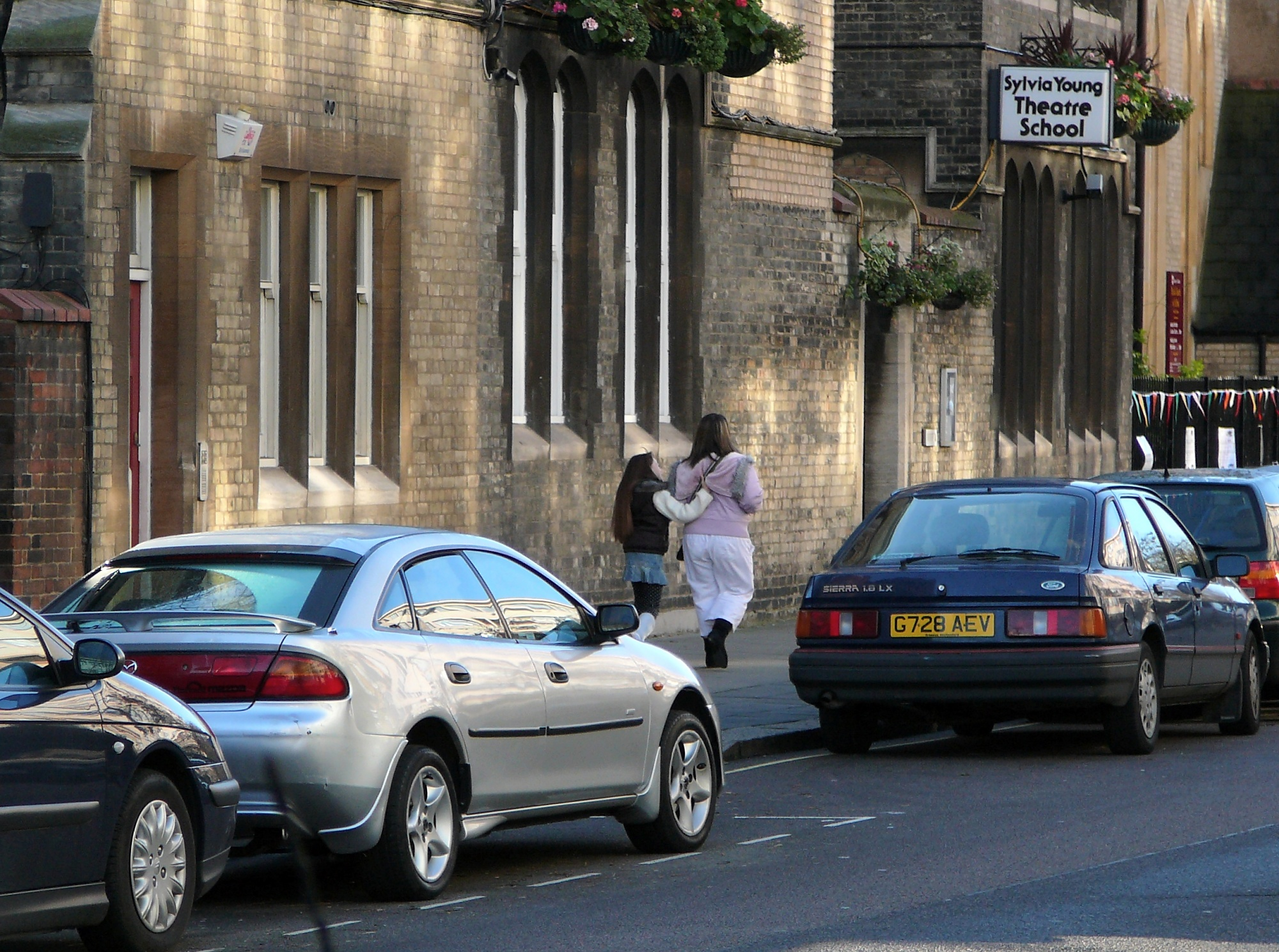
Sylvia Young Theatre School

Sylvia Young Theatre School ist eine private Schauspielschule in Marylebone, London, benannt nach ihrer Gründerin und Direktorin Sylvia Young.

## Ausbildung
Ursprünglich wurde die Schule 1981 an der Drury Lane gegründet, doch wegen notwendiger Erweiterungen bekam sie ihren gegenwärtigen Standort. Die Schüler besuchen entweder die Vollzeitschule (Full Time School), Teilzeitklassen (Part Time Classes) oder die Ferienschule (Holiday School). Mittlerweile existieren darüber hinaus auch Erwachsenenklassen.
Die Schule nimmt sowohl Jungen als auch Mädchen im Alter von 10 bis 16 Jahren auf. Sie hat einen klaren Fokus auf darstellende Künste (Performing Arts), also Schauspiel, Gesang und Tanz. Vollzeitschüler erhalten eine Ausbildung und Prüfung in allen Bereichen des GCSE-Lehrplans (GCSE curriculum). Die Aufnahme in die Schule erfolgt nach einer erfolgreichen Audition, also einem Vorsprechen, sowie einem erfolgreichen Interview und einer positiven schriftlichen Beurteilung.

## Ehemalige Schüler
Viele bekannte Schauspieler und Sänger haben die Schule besucht, beispielsweise:
- Jodi Albert
- Natalie Appleton
- Nicole Appleton
- Desmond Askew
- Dani Behr
- Dax O’Callaghan
- Eliza Bennett
- Nick Berry[2]
- Melanie Blatt
- Sean Borg
- Jamie Borthwick
- Kellie Bright
- Claire Buckfield
- Emma Bunton
- Ashley Campbell
- Hollie Chapman
- Rachael Cairns
- Asher D
- Letitia Dean
- Matt Di Angelo
- Lucinda Dryzek
- Harry Eden
- Sapphire Elia
- Daisy Evans
- Jade Ewen
- Perry Fenwick[2]
- Tom Fletcher
- Dean Gaffney
- Mohammed George
- Georgina Hagen
- Keeley Hawes
- Nicholas Hoult
- Rachel Harvey
- Simone Hyams
- Javine Hylton[2]
- Samantha Janus
- Jenny Jay
- Rory Jennings
- Preeya Kalidas
- Joseph Kpobie[2]
- James Lance
- Sophie Lawrence
- Jon Lee
- Leona Lewis
- Dua Lipa
- Annabella Lwin
- Louisa Lytton
- Steven Mackintosh
- Danielle McCormack
- Jemma McKenzie-Brown
- Dominique Moore
- Cathy Murphy
- Sheree Murphy
- Dax O’Callaghan
- Rita Ora
- Tamsin Outhwaite[2]
- Alex Pettyfer
- John Pickard
- Nick Pickard
- Billie Piper
- Camilla Power
- Iain Robertson
- Scott Robinson (der Sänger)
- Paul Reynolds
- Frances Ruffelle
- Jenna Russell
- Adele Silva
- Nicola Stapleton
- Nathan James Sykes
- Elaine Tan
- Matthew James Thomas
- Kara Tointon
- Denise Van Outen
- Alex Walkinshaw
- Ashley Walters[2]
- Daniella Westbrook
- Vanessa White
- Matt Willis
- Amy Winehouse
- Adam Woodyatt[2]
- Luke Youngblood